# Мапам-Юмцо
Мапам-Юмцо, Мапа́мъюм-Цо, Манасаро́вар, Мафамцо (тиб. མ་ཕམ་གཡུ་མཚོ། ma-pham gyu-mtsho, кит. трад. 瑪旁雍錯, упр. 玛旁雍错, пиньинь Mǎpángyōngcuò, хинди मानसरोवर) — пресное озеро на Тибетском нагорье в Тибетском автономном округе Китая, расположенное в 950 км к западу от Лхасы.
Рядом с озером расположены горячие источники, вокруг него совершаются ритуальные обходы — коры.

## География

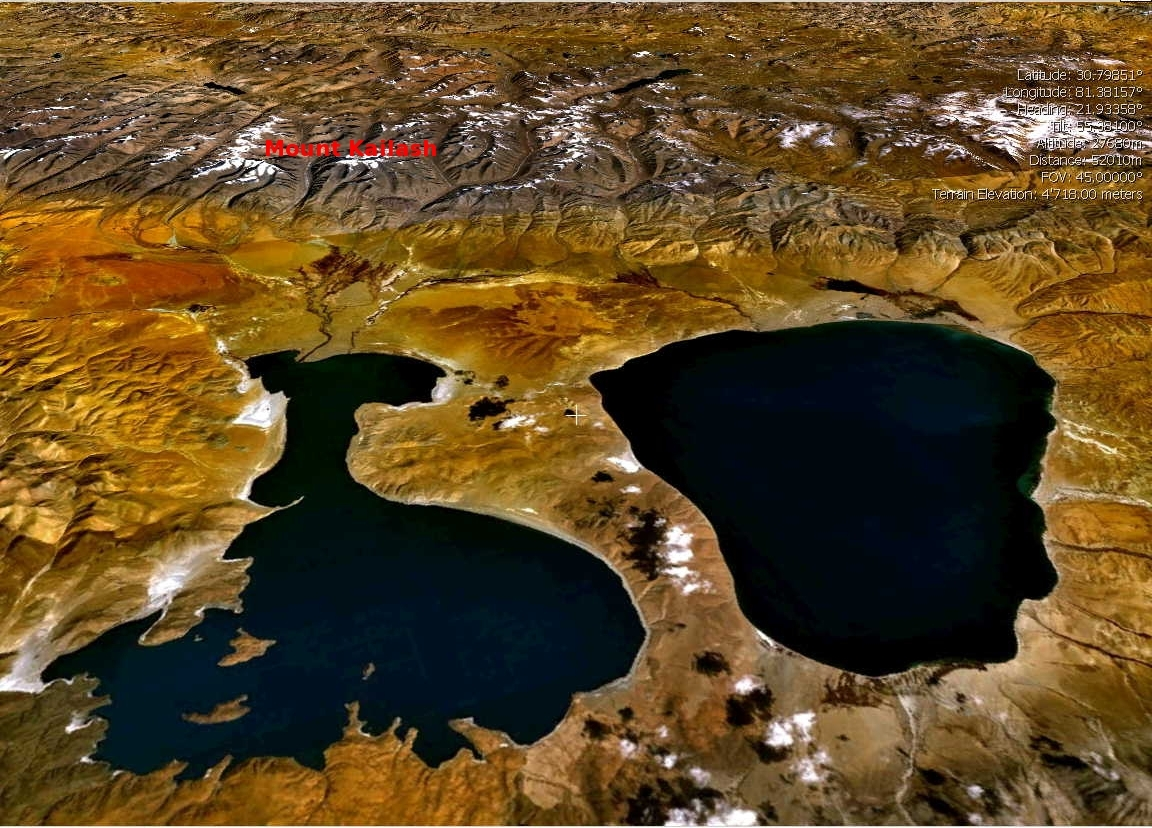
Спутниковый снимок озёр Мапам-Юмцо (справа) и Ланга-Цо (слева)

Озеро Мапам-Юмцо располагается на высоте 4557 м над уровнем моря и является одним из самых высоких озёр мира. Площадь озера составляет около 520 км², глубина — до 82 м. Зимой озеро замерзает. Долина, в которой находится озеро, ограничена с юга Гималаями, а с севера — хребтом Кайлас. Немного западнее озера Мапам-Юмцо расположено озеро Ланга-Цо. Их соединяет естественная протока длиной 10 км, по которой в многоводные периоды идёт сток воды в озеро Ланга-Цо. Истоки рек Сатледж, Брахмапутра, Инд и Гхагхара (Карнали) располагаются рядом с этими озёрами.

## Место в культуре

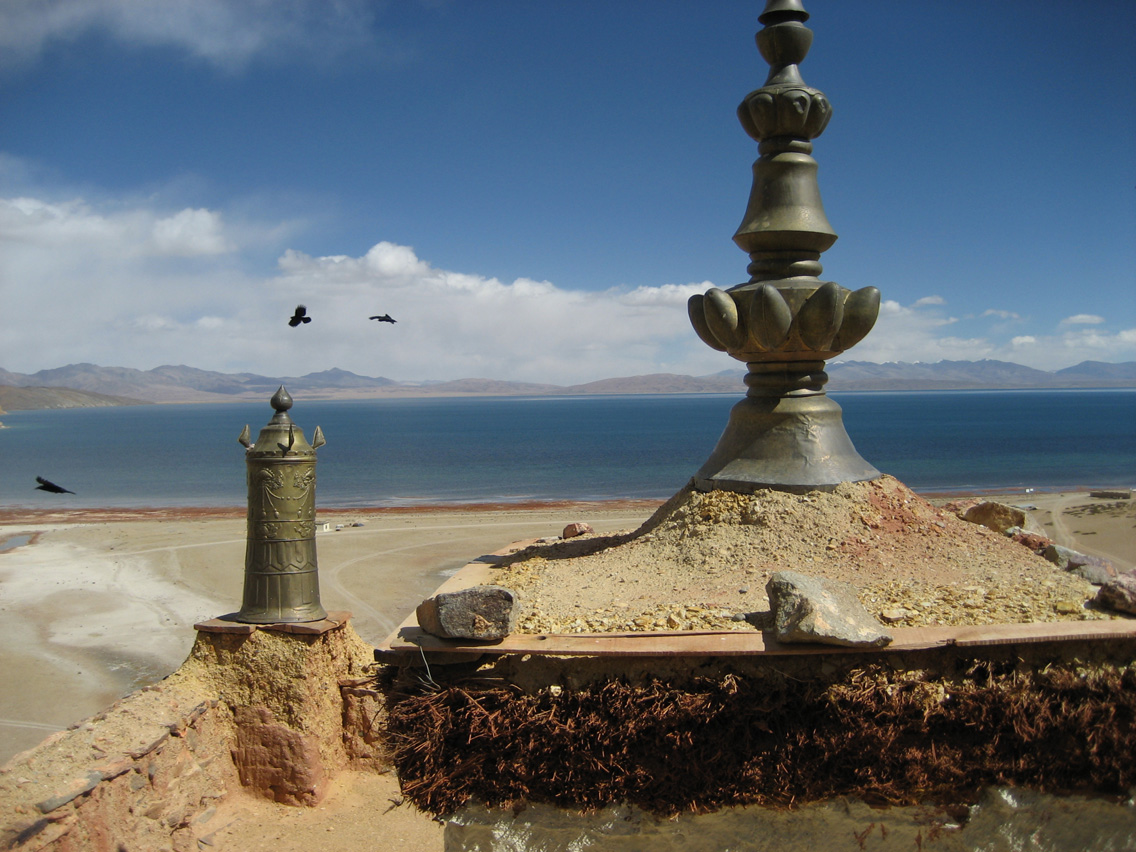
Вид на озеро от Чиу Гомпа

Вместе с горой Кангринбоче (Кайлас) озеро Манасаровар является местом паломничества, привлекая религиозных людей из Индии, Тибета и других окрестных стран. Чтобы избавиться от грехов, люди купаются в озере и пьют его воду.
По легенде, озеро Манасаровар было первым сотворённым в сознании Брахмы объектом. Поэтому на санскрите название озера «Manas sarovara» образовано от слов manas (сознание) и sarovara (озеро).
Последователи буддизма также полагают, что Манасаровар является легендарным озером Анаватапта, где королева Майя зачала Будду. На берегах озера расположены несколько монастырей, самый крупный из которых называется Чиу Гомпа.